# احترام برومند
احترام‌السادات برومند یزدی معروف به احترام برومند (زاده ۲۰ فروردین ۱۳۲۶، تهران) مجری تلویزیون و بازیگر ایرانی است. او مجری برنامهٔ کودک تلویزیون ایران پیش از انقلاب بود. او از سال ۱۳۴۶ با برنامه کودک در تلویزیون فعالیت هنری خود را آغاز کرد و به مدت ۱۱ سال یعنی تا سال ۱۳۵۸ به این فعالیت ادامه داد. او همسر داوود رشیدی، مادر لیلی رشیدی و خواهر مرضیه برومند و راضیه برومند است.
پس از انقلاب چند نوار قصه برای بچه‌ها منتشر کرد و همچنین در فیلم دیشب باباتو دیدم آیدا (۱۳۸۳) ساخته رسول صدرعاملی نقشی فرعی داشت. او پس از سال‌ها دوری از صحنه در ۹ اردیبهشت ۱۳۸۹ به عنوان مجری در جشن انجمن تئاتر کودک و نوجوان حضور یافت.

## فیلم‌شناسی

### فیلم سینمایی
- ۱۴۰۲ - فیلم آغوش باز (بهروز شعیبی)
- ۱۴۰۱ - فیلم بعد از رفتن (رضا نجاتی)
- ۱۳۹۸ - فیلم عروسی مردم (مجید توکلی)
- ۱۳۹۷ - فیلم طلا (پرویز شهبازی)
- ۱۳۹۴ - فیلم فروشنده (اصغر فرهادی)
- ۱۳۹۴ - فیلم در سکوت (ژرژ هاشم‌زاده)
- ۱۳۹۴ - فیلم وقتی برگشتم… (وحید موسائیان)
- ۱۳۸۳ - فیلم دیشب باباتو دیدم آیدا (رسول صدرعاملی)

### سریال تلویزیونی و نمایش خانگی
- ۱۴۰۵ - سریال سلمان فارسی (داود میرباقری)
- ۱۴۰۳ - سریال ازازیل (حسن فتحی)
- ۱۴۰۳ - سریال در انتهای شب (آیدا پناهنده)
- ۱۳۹۸ - سریال خواب‌زده (سیروس مقدم)